# Ctenophora (Ctenophora) perjocosa
Ctenophora (Ctenophora) perjocosa is een tweevleugelige uit de familie langpootmuggen (Tipulidae). De soort komt voor in het Palearctisch gebied.